# Balaguères
Balaguères település Franciaországban, Ariège megyében. Lakosainak száma 197 fő (2022. január 1.). Balaguères Argein, Arrout, Buzan, Cazavet, Cescau, Engomer, Montgauch, Moulis, Villeneuve, Urau és Francazal községekkel határos.

## Népesség
A település népességének változása:
| Lakosok száma | 314  | 223  | 209  | 194  | 200  | 198  | 197  | 196  | 198  | 197  |
|               | 1968 | 1982 | 1990 | 2006 | 2013 | 2015 | 2017 | 2019 | 2020 | 2022 |